# Teizaburō Sekiya
Teizaburō Sekiya (関屋 貞三郎?, Sekiya Teizaburō; Tochigi, 4 maggio 1875 – Tochigi, 10 giugno 1950) è stato un politico giapponese, viceministro della Casa Imperiale a partire dal 1921.
Fu membro del Consiglio privato dell’imperatore Hirohito tra il marzo 1946 e il maggio 1947, ed ebbe incontri con il generale americano Douglas McArthur e il suo staff al fine di favorire l'incontro tra l'Imperatore e McArthur.

## Biografia
Nacque a Tochigi il 4 maggio 1875. Dopo essersi laureato presso la facoltà di legge dell'Università imperiale di Tokyo il 10 luglio 1899, cinque giorni dopo andò a lavorare presso il Ministero degli affari interni. Il 26 maggio 1900 fu nominato sanjikan (consigliere) del governo generale di Formosa, di cui divenne segretario generale del governatore Kodama Gentarō il 25 febbraio 1904. Il 10 giugno 1910 divenne direttore del dipartimento affari interni della prefettura di Saga, e il 12 giugno 1908 direttore del dipartimento affari interni della prefettura di Kagoshima.
Divenne direttore dell'Ufficio istruzione scolastica del Dipartimento degli affari interni del governo generale di Corea il 1 ottobre 1910, ed ebbe incontri con il futuro leader nazionalista coreano Kim Seong-soo, per via dell’avvio di un programma scolastico privato denominato "Paeksan Hakkyo". Con Kim Seong-soo mantenne sempre una fitta corrispondenza che durò anche dopo la resa del Giappone, avvenuta nell’agosto 1945.
Assunse poi l’incarico di segretario principale del Chusuin (organo consultivo del governatore generale della Corea) e il 20 agosto 1919 divenne governatore della prefettura di Shizuoka. Nel 1921 assunse il rango di viceministro presso il Ministero della Casa Imperiale (Kunaishō).
Membro della Camera dei Pari a partire dal 5 dicembre 1933, nel febbraio di due anni dopo assunse l’incarico di revisore contabile presso la Banca del Giappone. Nel 1939 divenne presidente del Chuo Kyowa-kai. Dopo la capitolazione giapponese ebbe incontri con il generale Bonner Fellers, e poi con il generale Douglas McArthur e il suo staff, al fine di favorire la visita dell’Imperatore Hirohito presso la residenza privata del generale americano.
Tra il 19 marzo 1946 e il 2 maggio 1947 fu membro del Consiglio privato dell’imperatore (Sūmitsu Komonkan).
Ritiratosi a vita privata, si spense nella sua città natale il 10 giugno 1950.
Nel film del 2012 Emperor diretto da Peter Webber il personaggio di Sekiya è stato portato sullo schermo dell’attore Isao Natsuyagi.

### Annotazioni
1. ↑  Ministro della Casa Imperiale era allora Makino Nobuaki (1861-1949), che ricoprì tale incarico dal 1921 al 1925. L’altro viceministro era il capitano della marina imperiale Yamamoto Shinjirō.
2. ↑  Il Consiglio privato dell’imperatore era un organo prettamente consultivo, e fu abolito nel 1947. A partire dal 1940 ne entrarono a far parte di diritto tutti coloro che avevano ricoperto l’incarico di Primo ministro del Giappone.

### Fonti
1. 1 2 3 4 5 6 7 8  Portrait.
2. 1 2  Kim, Kim 1998, p. 41.
3. ↑  Kim, Kim 1998, p. 45.
4. ↑  Eckert 2014, p. 249.
5. ↑  Shillony 2008, p. 168.
6. ↑  Moore, Robinson 2004, p. 165.